# Cadolzburg

Lage

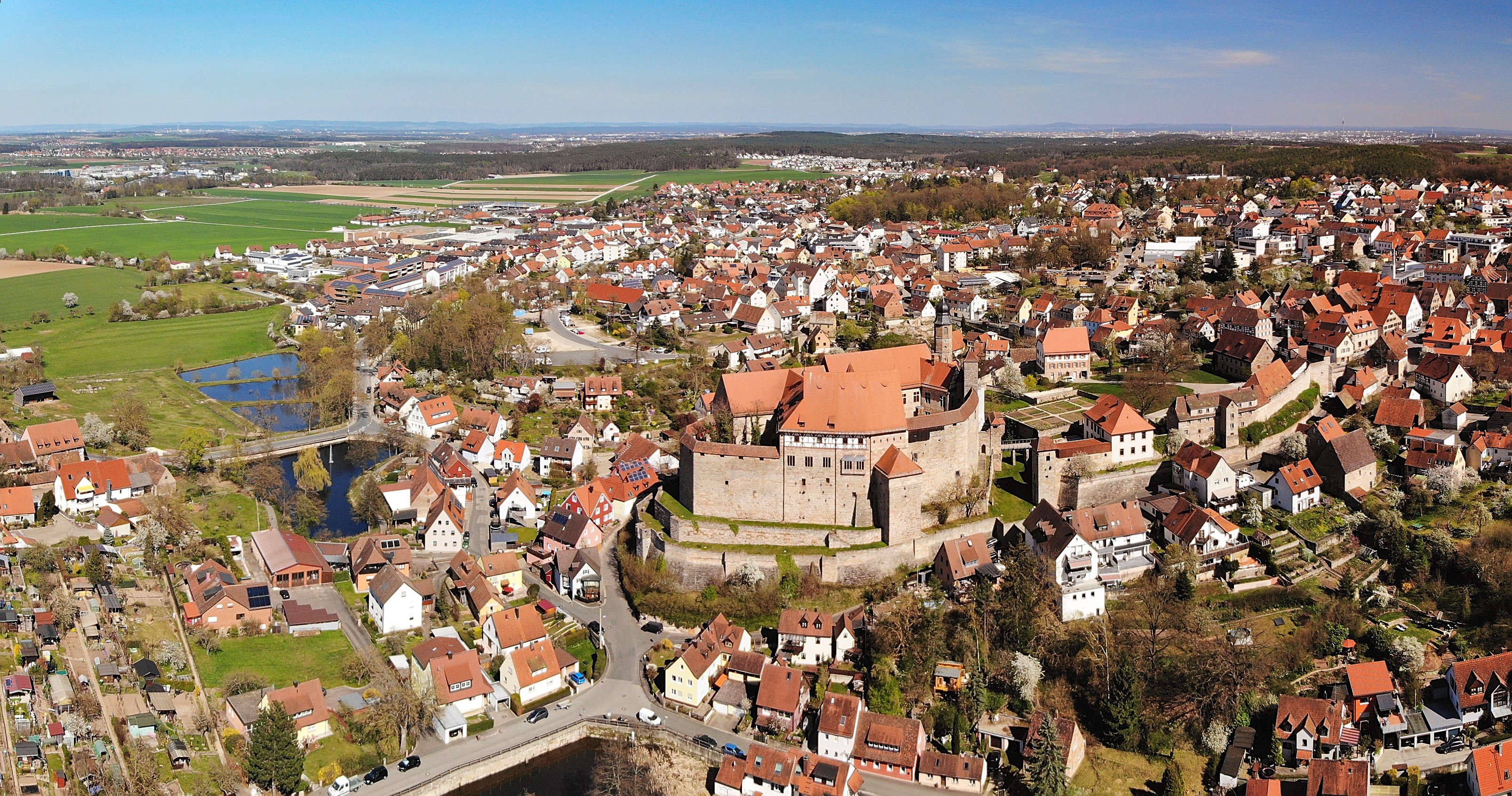
Luftaufnahme des Ortskerns (2020)

Cadolzburg (veraltet auch Kadolzburg; fränkisch „Sporch“, gesprochen [ʃbɔrχ], oder auch Kalsch-buach) ist ein Markt im Landkreis Fürth (Regierungsbezirk Mittelfranken, Bayern). Namensgebend und zentral gelegen ist die im Jahr 1157 erstmals erwähnte Burg.

## Geographie

### Geographische Lage
Der Ort liegt etwa acht Kilometer westlich von Fürth. Die Topographie weist beträchtliche Höhenunterschiede auf.
Das liegt auch an den verschiedenen Erhebungen vom Cadolzburger Höhenzug.

### Nachbargemeinden
Die Nachbargemeinden sind: (im Norden beginnend im Uhrzeigersinn)
- Veitsbronn
- Seukendorf
- Fürth
- Zirndorf
- Ammerndorf
- Großhabersdorf
- Langenzenn

### Gemeindegliederung
Es gibt 16 Gemeindeteile (in Klammern ist der Siedlungstyp angegeben):
- Ballersdorf (Weiler)
- Cadolzburg (Hauptort)
- Deberndorf (Dorf)
- Egersdorf (Dorf)
- Gonnersdorf (Dorf)
- Greimersdorf (Dorf)
- Pleikershof (Landgut)
- Roßendorf (Kirchdorf)
- Rütteldorf (Dorf)
- Schwadermühle (Einöde)
- Seckendorf (Dorf)
- Steinbach (Dorf)
- Vogtsreichenbach (Dorf)
- Wachendorf (Dorf)
- Waldhaus (Einöde)
- Zautendorf (Pfarrdorf)

Die Einöde Fallmeister zählt zum Gemeindeteil Cadolzburg.
Es gibt auf dem Gemeindegebiet die Gemarkungen Cadolzburg, Deberndorf (Gemarkungsteil 0), Roßendorf und Steinbach.  Die Gemarkung Cadolzburg hat eine Fläche von 5,301 km². Sie ist in 2944 Flurstücke aufgeteilt, die eine durchschnittliche Fläche von 1800,65 m² haben.

## Geschichte

### Mittelalter
Der Ort wurde 1157 erstmals urkundlich erwähnt, als der Vogt von Kadolzburg, ein „Helmericus de Kadoldesburc“ einem Gütertausch des Bistums Würzburg und des Klosters Heilsbronn zustimmte. Der Ortsname lässt sich erklären als Kadolds Burg (Burg des Kadold). Geht sie auf den Grafen Kadold zurück, der um 793 das Kloster Herrieden gründete, wäre sie eine frühmittelalterliche Befestigung aus dem 8. Jahrhundert gewesen. Wahrscheinlicher ist, dass sie im frühen 11. Jahrhundert aus einer Allodialherrschaft der Abenberger hervorgegangen ist. Aus dieser frühen Zeit ist allerdings nichts erhalten geblieben. Die ältesten bekannten Anlagen der Burg entstanden um 1250 unter den Hohenzollern, dem Nürnberger Burggrafen Konrad I. und dessen Sohn Friedrich III., als sie die Cadolzburg zu ihrer Residenz ausbauten. Zum ersten Mal als Besitzer der Anlage wurde diese Adelsfamilie im Jahr 1265 in einer Urkunde genannt, in der die Burg als „castrum nostrum in Cadolspurch“ bezeichnet wurde. 1397 erhielt Friedrich VI. das „untergebirgische“ Land mit der Residenz Cadolzburg zugeteilt. 20 Jahre später erhielt er die Kurfürstenwürde von Brandenburg und wurde zum Ahnherrn der preußischen Könige und der deutschen Kaiser seit 1871. Unter seinem Sohn Albrecht Achilles von Brandenburg wurde die Cadolzburg eine Jagdresidenz. Ab 1443 hatte man zunächst um den Ort einen Palisadenzaun errichtet. Klug geworden nach Brandschatzungen während des Ersten Markgrafenkrieges baute man den Schutz nach 1449 aus. Man versuchte, sich vor Angreifern mit einer Mauer aus Steinquadern abzusichern, die mit zahlreichen Bastionen versehen wurde und sich in einem Oval zwischen Torturm und der Burg erstreckte. In der Mitte des 14. Jahrhunderts war die Schreibweise „Cadelspurgk“ des Ortsnamens gebräuchlich und erscheint so in zahlreichen Dokumenten der Reichsstadt Nürnberg. Als Teil des Fürstentums Ansbach gehörte der Ort von 1500 bis 1806 zum Fränkischen Reichskreis.

### Neuzeit
Im Dreißigjährigen Krieg war der Ort im Herbst 1631 schweren Plünderungen ausgesetzt. Gegen Ende des 18. Jahrhunderts gab es in Cadolzburg ca. 120 Anwesen. Das Hochgericht und die Dorf- und Gemeindeherrschaft übte das brandenburg-ansbachische Oberamt Cadolzburg aus. Grundherren waren das Kastenamt Cadolzburg (Schloss, Wildmeisterwohnung, 2 Torhäuser, Brauhaus, 2 Schmieden, Badstube, 2 Wirtshäuser, 2 Halbhöfe, 105 Häuser, 1 Ziegelhütte) und die Pfarrei Cadolzburg (2 Güter).
Von 1797 bis 1808 unterstand Cadolzburg dem Justiz- und Kammeramt Cadolzburg. 1806 kam der Ort zum Königreich Bayern. Im Rahmen des Gemeindeedikts wurde 1808 der Steuerdistrikt Cadolzburg gebildet. 1810 wurde die Munizipalgemeinde Cadolzburg gegründet, die deckungsgleich mit dem Steuerdistrikt war. Sie war in Verwaltung und Gerichtsbarkeit dem Landgericht Cadolzburg zugeordnet und in der Finanzverwaltung dem Rentamt Cadolzburg (1919 in Finanzamt Cadolzburg umbenannt). 1818 wurde Cadolzburg zum Markt mit dem Magistrat III. Klasse ernannt. Ab 1862 gehörte Cadolzburg zum Bezirksamt Fürth (1939 in Landkreis Fürth umbenannt). Die Gerichtsbarkeit blieb beim Landgericht Cadolzburg (1879 in das Amtsgericht Cadolzburg umgewandelt), seit dem 1. März 1931 wird sie vom Amtsgericht Fürth wahrgenommen. Die Finanzverwaltung hat seit 1. Januar 1929 das Finanzamt Fürth. Die Gemeinde hatte 1964 eine Gebietsfläche von 4,486 km².
Das zu Cadolzburg gehörende Landgut Pleikershof befand sich von 1936 an im Besitz des vom Internationalen Militärgerichtshof zum Tode verurteilten und hingerichteten NS-Gauleiters Julius Streicher. Der Hof wurde nach dem Ende des Zweiten Weltkrieges von der amerikanischen Militärregierung beschlagnahmt. Ab Juli 1945 lebten dort zunächst ukrainische und russische Wissenschaftler eines landwirtschaftlichen Instituts, die  das Landgut aber für jüdische Displaced Persons wieder räumen mussten. Zwischen Dezember 1945 und dem Jahreswechsel 1948/49 befand sich auf dem Hof ein DP-Lager und der Kibbuz Nili, in dem junge Juden eine landwirtschaftliche Ausbildung erhielten, die sie auf ihre Auswanderung nach Israel vorbereitete.

### Eingemeindungen
Im Rahmen der Gebietsreform in Bayern wurde am 1. Januar 1972 der größte Teil der Gemeinde Deberndorf eingegliedert, am 1. Juli 1972 kam die damalige Gemeinde Roßendorf hinzu. Am 1. Mai 1978 folgten Steinbach und der Gemeindeteil Seckendorf der aufgelösten Gemeinde Horbach.

### Einwohnerentwicklung
Gemeinde Cadolzburg
| Jahr      | 1987   | 2007   | 2008   | 2009   | 2010   | 2011   | 2012   | 2013   | 2014   | 2015   | 2016   | 2017   |
| Einwohner | 8003   | 10130  | 10180  | 10224  | 10297  | 10323  | 10392  | 10470  | 10683  | 10741  | 10976  | 11073  |
| Häuser    | 2052   |        |        |        |        |        |        |        | 3100   | 3168   | 3197   | 3221   |
| Quelle    | [ 23 ] | [ 24 ] | [ 24 ] | [ 24 ] | [ 24 ] | [ 24 ] | [ 24 ] | [ 24 ] | [ 24 ] | [ 24 ] | [ 24 ] | [ 24 ] |

Ort Cadolzburg (=Gemeinde Cadolzburg bis zur Gebietsreform)
| Jahr      | 1818   | 1840   | 1852   | 1855   | 1861   | 1867   | 1871   | 1875   | 1880   | 1885   | 1890   | 1895   | 1900   | 1905   | 1910   | 1919   | 1925   | 1933   | 1939   | 1946   | 1950   | 1952   | 1961   | 1970   | 1987   |
| Einwohner | 976    | 1298   | 1333   | 1342   | 1344   | 1345   | 1319   | 1285   | 1237   | 1227   | 1280   | 1417   | 1494   | 1584   | 1655   | 1747   | 1870   | 2025   | 2215   | 3160   | 3309   | 3296   | 3480   | 3811   | 4257   |
| Häuser    | 136    | 165    |        |        |        |        | 212    |        |        | 216    | 228    |        | 239    |        |        |        | 300    |        |        |        | 388    |        | 554    |        | 1059   |
| Quelle    | [ 25 ] | [ 26 ] | [ 27 ] | [ 27 ] | [ 27 ] | [ 28 ] | [ 29 ] | [ 30 ] | [ 31 ] | [ 32 ] | [ 33 ] | [ 34 ] | [ 27 ] | [ 35 ] | [ 27 ] | [ 36 ] | [ 27 ] | [ 37 ] | [ 27 ] | [ 27 ] | [ 38 ] | [ 27 ] | [ 18 ] | [ 39 ] | [ 23 ] |

## Politik

### Marktgemeinderat
Bis 2002 hatte der Marktgemeinderat 20 Mitglieder, seit der Kommunalwahl 2008 sind es 24.
| Wahl | CSU/FWG | CSU/FWG | SPD   | SPD  | Grüne | Grüne | PWG   | PWG  | Freie Wähler | Freie Wähler | BfC   | BfC  | Die Linke | Die Linke | Sitze gesamt | Wahlbeteiligung |
| Wahl | Sitze   | %       | Sitze | %    | Sitze | %     | Sitze | %    | Sitze        | %            | Sitze | %    | Sitze     | %         | Sitze gesamt | Wahlbeteiligung |
| 2002 | 8       |         | 8     |      | 1     |       | 2     |      | 1            |              | –     | –    | –         | –         | 20           |                 |
| 2008 | 12      |         | 6     |      | 1     |       | 4     |      | 1            |              | –     | –    | –         | –         | 24           |                 |
| 2014 | 11      | 43,7    | 6     | 25,1 | 2     | 08,8  | 3     | 13,6 | 2            | 08,9         | –     | –    | –         | –         | 24           | 65,8 %          |
| 2020 | 10      | 42,5    | 4     | 17,3 | 4     | 16,4  | –     | –    | 4            | 17,6         | 1     | 03,6 | 1         | 02,7      | 24           | 65,0 %          |

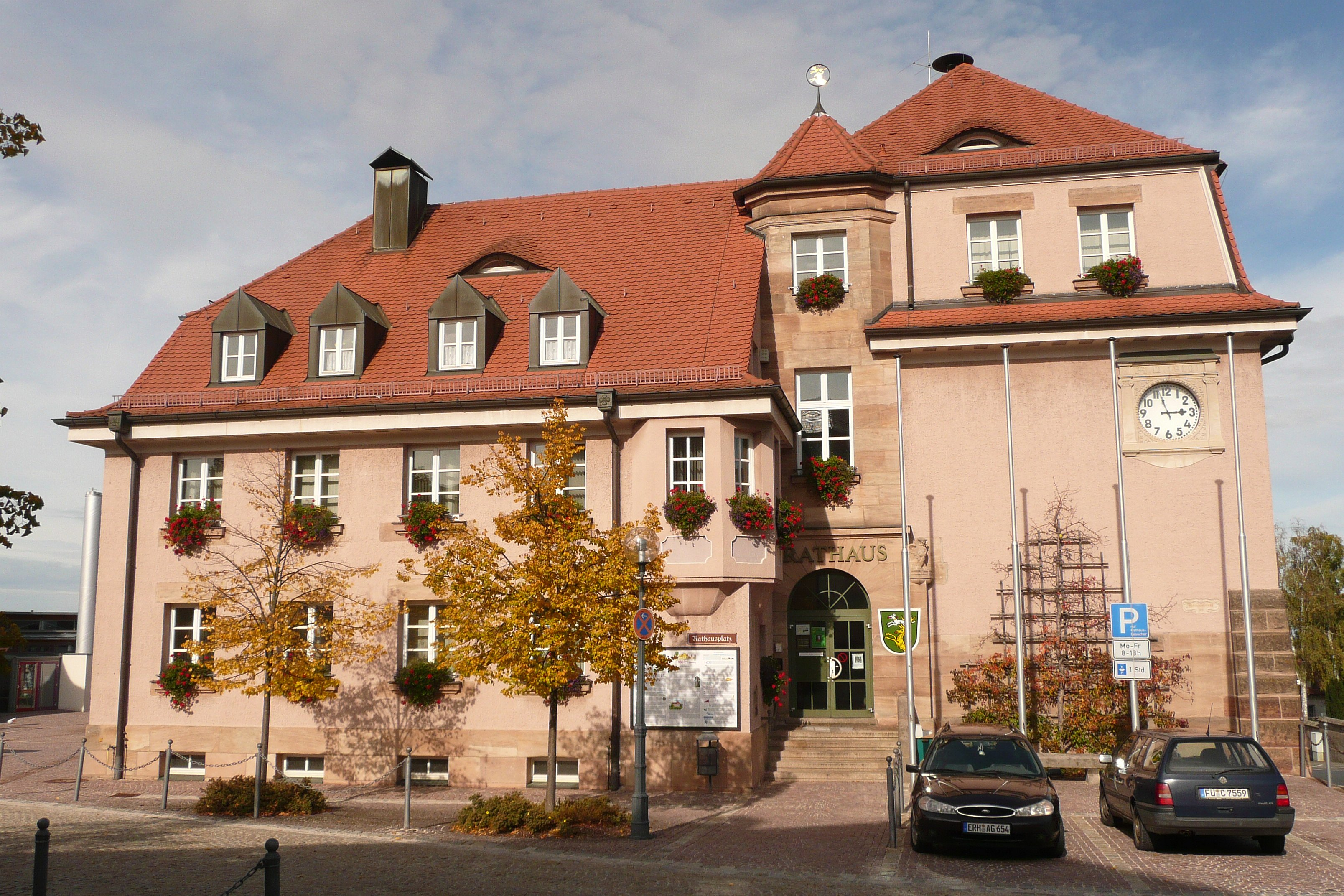
Rathaus Cadolzburg

2020 kooperierten die FW (Freien Wähler) mit der PWG (Parteilose Wählergemeinschaft Cadolzburg). Die CSU tritt schon sehr lange gemeinsam mit der FWG an (Freie Wählergemeinschaft Cadolzburg).
Zur Kommunalwahl 2020 zogen erstmals Die Linke und die BfC (Bürger*innen für Cadolzburg) in den Gemeinderat ein.

### Bürgermeister
Von 1978 bis 2002 war Claus Pierer (SPD) Erster Bürgermeister, dem Bernd Obst (CSU) folgte. Am 2. März 2008 wurde dieser mit 79 % der Stimmen gegen Hermann Zempel (SPD) mit 21 % wiedergewählt. Am 16. März 2014 wurde Obst mit 76 % der Stimmen im Amt bestätigt, gegen ihn trat Diana Eichhorn (SPD) an, die 24 % der Stimmen erhielt. Zur Kommunalwahl 2020 trat Amtsinhaber Obst gemeinsam für CSU und FWG an und konnte sich mit 79 % gegen Angelika Abram (SPD) durchsetzen.
Nachdem Obst als Nachfolger Matthias Dießls zum Landrat gewählt worden war, wurde der Bürgermeisterposten zum 1. Januar 2024 vakant. Die Neuwahl fand am 3. März statt. In der Stichwahl am 17. März 2024 konnte sich Sarah Höfler als gemeinsame Kandidatin von SPD und BfC mit 56,9 % der Wählerstimmen gegen ihre Hauptkonkurrentin Claudia Augustin (CSU/FWG) durchsetzen.

### Wappen und Flagge
Wappen
| Wappen von Markt Cadolzburg | Blasonierung: „In Grün ein wachsender goldener Hirsch, zwischen dessen Stangen ein springender silberner Bracke.“ |
| Wappen von Markt Cadolzburg | Wappenbegründung: Die ersten Siegel sind aus dem 15. Jahrhundert belegt; sie waren laut Umschrift Gerichtssiegel. Schon in den ältesten Abdrucken standen der Hirsch und der Bracke im Schild, der vorübergehend auch die burggräfliche Bordierung von Silber und Rot zeigte. Der Bracke ist seit 1317 die Helmzier der Burggrafen und weist auf deren Herrschaft. Die Bedeutung des Hirschen ist unklar. Die Feldfarbe Grün ist seit dem 19. Jahrhundert belegt. Bei Hupp ist der Hirsch rot. |

Flagge
Die Gemeindeflagge ist grün-weiß-gelb.

### Gemeindepartnerschaften
Die Partnergemeinden sind:
- Le Palais-sur-Vienne, Département Haute-Vienne im westlichen Frankreich
- Mauterndorf in Österreich, Land Salzburg
- Ulten in Südtirol

## Kultur und Sehenswürdigkeiten

### Bauwerke

#### Burg
Namensgeber des erstmals 1388 erwähnten Marktes war die 1157 ersterwähnte Cadolzburg. Der heutige Baubestand der Burganlage stammt jedoch aus der Zeit vom 13. bis zum 18. Jahrhundert. Ab 1260 diente die Cadolzburg als Sitz der hohenzollerschen Burggrafen von Nürnberg. Kurfürst Friedrich I. von Brandenburg baute die Burg grundlegend um. Er starb dort 1440. Für die der heiligen Cäcilie gewidmete Pfarrkirche stiftete er den Cadolzburger Altar von 1420/25. Zu Füßen der Kreuzigungsszene der Mitteltafel ist er zusammen mit seiner Gemahlin Elisabeth von Bayern-Landshut als Stifterpaar abgebildet. Die Seitenflügel zeigen die heilige Cäcilie, die Kirchenpatronin, und ihren Bräutigam, den heiligen Valerian. Der heute im Jagdschloss Grunewald in Berlin aufbewahrte dreiflügelige Altar wurde 1873 auf dessen Wunsch dem preußischen Kronprinzen Friedrich III. geschenkt und inzwischen durch eine originalgetreue Kopie ersetzt, die in der evangelischen Burgkapelle zu sehen ist. Während des Dreißigjährigen Krieges blieb die Burg unversehrt.
Von 1933 bis 1945 wurde ein Teil der Burg, das sogenannte Neue Schloss, von der Hitlerjugend als Gebietsführerschule genutzt. Am Ende des Zweiten Weltkriegs 1945 ging die Burg in Flammen auf und blieb jahrzehntelang in Trümmern liegen. Seit 1979 ist die Bayerische Schlösserverwaltung in Zusammenarbeit mit dem Staatlichen Bauamt Erlangen-Nürnberg mit dem Wiederaufbau betraut. Der 1982 begonnene Wiederaufbau der Hauptburg fand mit der Instandsetzung und teilweisen Neugestaltung der Außenanlagen durch das Landschaftsarchitekturbüro Wiegel im Jahr 2007 seinen vorläufigen Abschluss. In der Folgezeit standen die Flächen im Alten und Neuen Schloss, der Burginnenhof sowie die Vorburg für zahlreiche öffentliche Veranstaltungen zur Verfügung.
Der Hauptburg – im Kern eine hochmittelalterliche Mantelmauerburg – südlich vorgelagert ist eine großzügig bemessene Vorburg vornehmlich mit Bauten des 17. und 18. Jahrhunderts sowie ein ummauerter Lustgartenbereich. Der Torturm mit dem Uhrtürmchen ist ein gotisches Bauteil (13./14. Jahrhundert).
Im Jahr 2013 fiel die Entscheidung für den vollständigen Ausbau des Alten Schlosses und eines Gebäudes der Vorburg zu einem Erlebnismuseum. Im Juni 2017 wurde das neue Museum HerrschaftsZeiten. Erlebnis Cadolzburg eröffnet.

#### Aussichtsturm

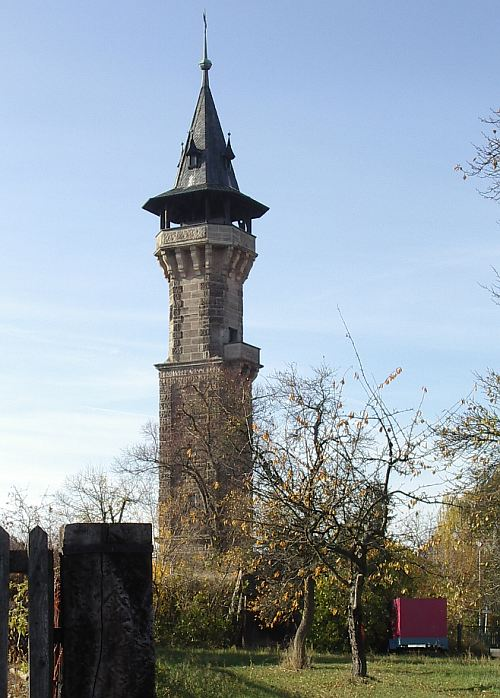
Aussichtsturm, Südostansicht

Der 25 Meter hohe Aussichtsturm (umgangssprachlich „Bleistift“) wurde an hoher Stelle des Ortes 1893 von der Lokalbahn Aktien-Gesellschaft (LAG) München im neugotischen Stil errichtet, um den Ausflugsverkehr nach Cadolzburg zu fördern.
Er bietet bei klarem Wetter eine weit reichende Rundumsicht. Früher war er vor allem für die Fürther ein beliebtes Ausflugsziel, die am Wochenende oder besonders zur Kirschbaumblüte („in die Bläih“) mit der Bahn nach Cadolzburg fuhren. Ein quadratisches Holztreppenhaus führt über fünf Stockwerke nach oben. Auf etwa halber Höhe befindet sich ein kleiner Balkon an der nördlichen Seite des Turms, betretbar durch eine Holztür. Im oberen Teil leicht verjüngt, ragt über Konsolen die überdachte Aussichtsplattform hervor. Den Abschluss bildet eine Turmspitze mit vier dekorativ hervortretenden Fenstern an jeder Seite. Der Turm ist gegen einen Spendenbeitrag zu begehen und grundsätzlich von Sonnenaufgang bis Sonnenuntergang unbewacht offen.

#### Sonstige Bauwerke
Die evangelisch-lutherische Pfarrkirche (Markgrafenkirche) St. Cäcilia wurde 1750/51 in klassizistischen Barockformen als Saalbau über einem wohl gotischen Vorgängerbau errichtet. Das Innere bestimmt eine umlaufende Emporenanlage mit einer Altarwand im Osten und der Orgel im Westen. Der Taufstein entstammt der barocken Neubauphase (datiert 1751).
Beachtlich ist die wohl erst nachträglich aus spätgotischen Holzschnitzfiguren zusammengestellte Kreuzigungsgruppe aus dem Umkreis des Veit Stoß; Maria und Johannes wohl von 1470/80, das Kruzifix um 1500.
Die ehemalige Stadtmauer aus dem 15. Jahrhundert ist zu beträchtlichen Teilen erhalten; am Torturm findet man die inschriftliche Datierung „1476“.

### Historisches Museum
Im 1668 erbauten ehemaligen Rathaus richtete der Heimatverein das Rangau-Heimathaus ein. Nach Umbau- und Sanierungsmaßnahmen wurde 2017 darin das Historische Museum Cadolzburg eröffnet. In zwölf Räumen gibt es einen Überblick über die Geschichte Cadolzburgs. Das Museumsgebäude als wertvolles historisches Bauwerk und das Leben des Barockmusikers Johann Georg Pisendel sind weitere Schwerpunkte der Dauerausstellung, darüber hinaus werden wechselnde Sonderausstellungen gezeigt.

## Wirtschaft und Infrastruktur

### Verkehr
Die Staatsstraße 2409 führt über Ammerndorf und Roßtal zur Bundesstraße 14 (10 km südlich) bzw. zu einer Anschlussstelle der Bundesstraße 8 bei Seukendorf (3 km nordöstlich). Die Kreisstraße FÜ 2 zweigt bei der Schwadermühle von der St 2409 ab und verläuft über Seckendorf zu einer Anschlussstelle der B 8 (2 km nordwestlich). Die Kreisstraße FÜ 19 verläuft nach Wachendorf (2,4 km östlich) bzw. nach Zautendorf (3,3 km südwestlich). Die Kreisstraße FÜ 16 zweigt beim Gewerbegebiet Schwadermühle von der St 2409 ab und verläuft nach Roßendorf (3,4 km westlich). Gemeindeverbindungsstraßen führen nach Egersdorf (1,8 km östlich), nach Gonnersdorf (2,9 km westlich), nach Greimersdorf (1 km nordwestlich) und nach Steinbach (1,5 km südlich).
In der ersten Hälfte der 1880er Jahre wurde Cadolzburg mit Postkutschen über Großhabersdorf in Heilsbronn an die Nürnberg-Crailsheimer-Bahn angebunden. Diese verlor ihre Bedeutung durch die Verlängerung der Rangaubahn über den damaligen Endpunkt Zirndorf am 14. Oktober 1892 nach Cadolzburg. Kurzzeitig war eine Fortführung über Deberndorf und Seubersdorf nach Unternbibert im Gespräch, um die Steinbrüche am Dillenberg bei Deberndorf mit der Bahn zu erschließen. Die Lokalbahn Aktien-Gesellschaft lehnte das am 1. Februar 1894 auf Grund der „ungünstigen Terrainverhältnisse“ ab.
Am Cadolzburger Bahnhof begegnen sich die Linien 136 und 152 des Verkehrsverbund Großraum Nürnberg. Während die Linie 136 hauptsächlich als Schulbus für die Ammerndorfer und Cadolzburger Schüler des Wolfgang-Borchert-Gymnasiums in Langenzenn dient, erschließt die Linie 152 die Orte um den Dillenberg und stellt eine Verbindung zum Dietrich-Bonhoeffer-Gymnasium Oberasbach, zur Staatlichen Realschule Zirndorf und zur Stadt Fürth dar.
Der Bahnhof ist abends und am Wochenende Ziel des Anrufsammeltaxis aus den Cadolzburger Außenorten.
Im April 2016 fand ein Bürgerentscheid über eine mögliche Ortsumfahrung für Cadolzburg statt. Diese wurde jedoch mit einer Mehrheit von 69,61 % abgelehnt.
Durch Cadolzburg verläuft die Rangau-Linie des Main-Donau-Wegs. Weitere Fernwanderwege sind der Burggrafenweg, der Jean-Haagen-Weg, der Rangau-Ostweg, der Rangau-Pfalz-Weg und der KulturWanderweg Hohenzollern.

### Ansässige Unternehmen
- Cadolto, ein Hersteller von Containergebäuden
- Crosslink Murtfeldt Composites, Faserverbundverarbeitung
- Schokoladenfabrik Riegelein, gegründet 1953
- AVL DiTEST, Hersteller von Mess-, Prüf- und Diagnosetechnik
- Wörlein GmbH, Hersteller von Radios

### Öffentliche Einrichtungen
- Das Jugendzentrum Herz in Cadolzburg

### Vereine
TSV Cadolzburg: Die Fußballabteilung, die bei Weitem größte Abteilung des TSV, umfasst elf Mannschaften, die auf drei Großfeldern und einem Kleinfeld spielen können.
HC Cadolzburg: Größter Erfolg der Handballdamen des HC war die Nordbayerische Vizemeisterschaft 2014, bei der sie nur knapp den Aufstieg in die viertklassige Handball-Bayernliga verpassten. In der Saison 2022/23 nimmt der Handballclub mit zwei Frauenmannschaften am Spielbetrieb des Bayerischen Handballverbandes (BHV) teil.

## Persönlichkeiten
- Johann Georg Pisendel (1687–1755), Geiger und Komponist
- Johann Adam Schäfer (1756–1840), Klassischer Philologe und Gymnasialdirektor
- Georg Friedrich Puchta (1798–1846), Jurist
- Ludwig Keller (1839–1911), Jurist und Politiker
- August Ortloph (1882–1964), deutscher Feuerwehrfunktionär
- Roland Rosenbauer (* 1956), Journalist, Schriftsteller und Übersetzer